# صب مستمر

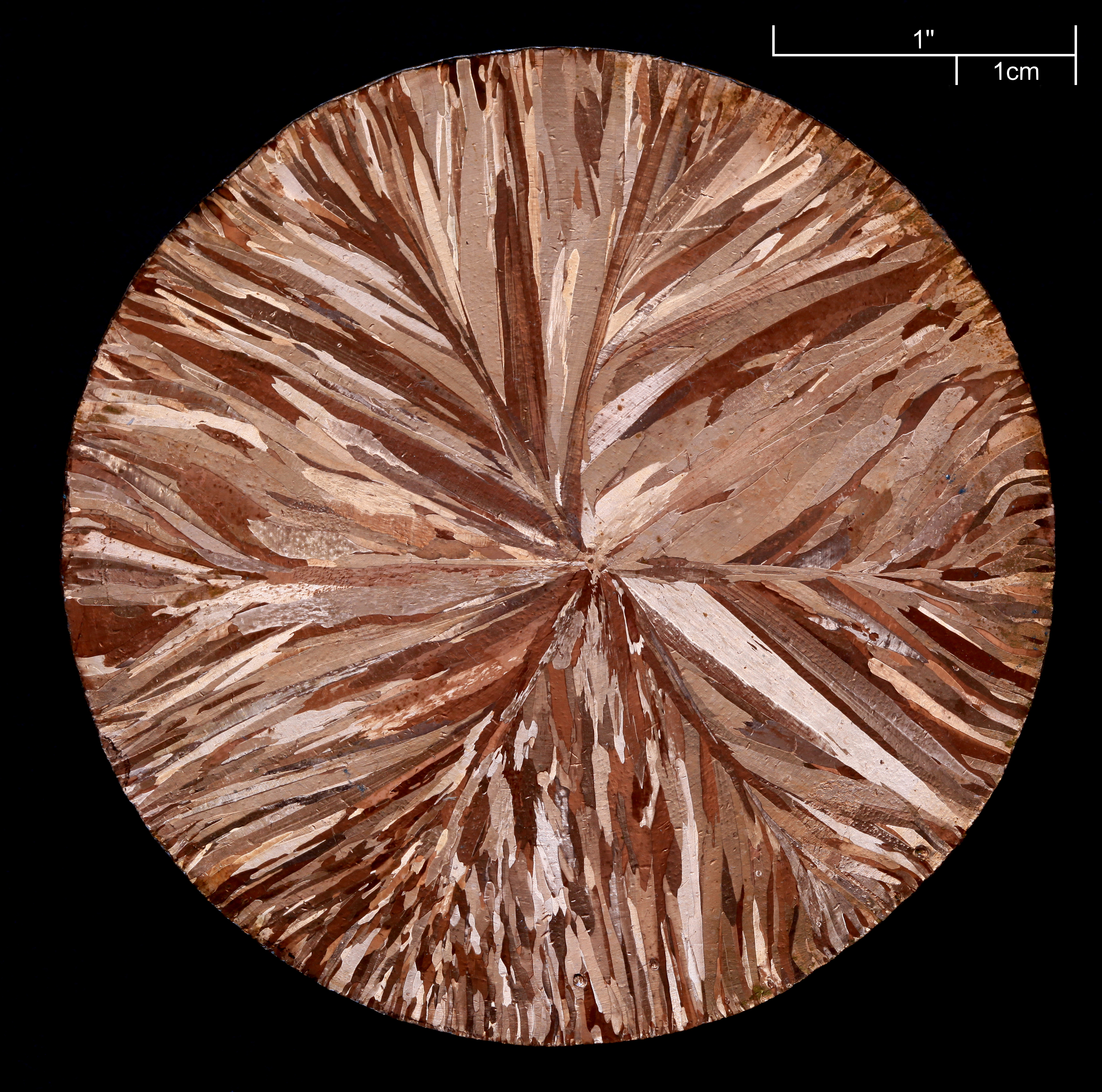

الصب المستمر هي طريقة للصب تتلخص في صب المعدن صبًا مستمرًا في قالب معدني مبرد بالماء، حيث يتجمد المعدن ويتحرك إلى أسفل على نحو مستمر تحت تأثير قوى السحب، حيث يقطع أثناء حركته إلى الأطوال المرغوبة، وقد يُشكل وهو ساخن إلى الأشكال النهائية. وعلى سبيل المثال تصب القطاعات في قالب مربع الشكل بالأبعاد المطلوبة وهذه تدرفل على الساخن أثناء حركتها حتى تأخذ في النهاية شكل حديد التسليح المدرفل على البارد في مراحله النهائية وهكذا.
وحتي لا يؤدي الصب من البواتق في القوالب إلى حدوث اضطراب للسائل واختلاطه بالهواء وحدوث أكسدة وذوبان للغازات، يصب الفلز المنصهر من البواتق أولاً في حوض مسخن ليحتفظ فيه المعدن بدرجة حرارة ثابتة وبدون اضطراب ويسمي هذا الحوض (Tundish) ويكون موضوعًا على ارتفاع ثابت أعلى القالب ومجهز بحيث يمكن إزالة الخبث منه، ويوجد في أعلى القالب المبرد بالماء قاعدة للصب (Buffer) يسقط عليها المعدن أثناء نزوله باستمرار من الحوض حتى لا يحدث اضطراب في القالب، ويعمل على توزيع السائل داخل القالب. وقد تغذى المحسنات إلى داخل القالب على نحو مستمر كذلك وبمعدلات تؤدي إلى الحصول علي بنية دقيقة. والقوالب المستخدمة قد تكون مصنعة من النحاس المبرد بالماء أو تصنع من الغرافيت. ولمنع التصاق المعدن المتجمد بسطح القالب فقد يحدث هزات رأسية إلى أسفل وأعلى أثناء حركة المنتج إلى أسفل وذلك بغرض منع التصاق الطور المتجمد بالقالب. وتستمر حركة المنتج رأسياً إلى أسفل لحين قطعها بالأطوال المناسبة أو تحول أفقياً لاستكمال عمليات التشكيل. وتوجد آلات متعددة للصب المستمر وذلك لإنتاج القطاعات المختلفة والألواح والمواسير التي لا يمكن إنتاجها سباكة بطريقة الطرد المركزي لوجود صعوبات فنية تعوق ذلك، حيث يمكن إنتاج مواسير بأقطار 1.5 متر وبأطوال 15 متر. والمنتجات بالصب المستمر تتمتع بخواص ميكانيكية جيدة أفضل من تلك التي نحصل عليها بالصب التقليدية، بالإضافة إلى ارتفاع نسبة العائد ونظافة المعدن من الشوائب وتوفير الطاقة والعمالة وكذلك المساحات المطلوبة للإنتاج وتتطلب هذه الطريقة تقنيات فنية عالية ودرجة عالية من التحكم الآلي في حركة المعدن أثناء عمليات الصب، السحب والتشكيل بكل مراحله.
تضمن عمليات التصنيع المثالية لآلات الصب المستمر والمعادن مايلي:
1. قياس مستوى الصلب في قالب الصب تلقائيًا.
2. مراقبة دقيقة لمستوى حوض الصلب المنصهر في القالب
3. دقّة حركة القالب الترددية
4. تحكم أتوماتيكي في التبريد.

يتم الحصول على عروق عالية الجودة بعد صب المصهور بواسطة نظام استخلاص بمواصفات عالية، ومروره من آلة الاستعدال وأمثلة طول القطع.